# Френк Лаутенберг
Френк Релі Лаутенберг (англ. Frank Raleigh Lautenberg; нар. 23 січня 1924, Патерсон, Нью-Джерсі — пом. 3 червня 2013, Нью-Йорк) — американський політик, сенатор США від штату Нью-Джерсі. Член Демократичної партії. Найстаріший на день смерті сенатор США і другий за віком конгресмен після члена Палати представників Ральфа Холла (нар. 1923), останній сенатор-учасник Другої світової війни.
Вперше став сенатором у 1982 році. Неодноразово переобирався. У 2000 році пішов на пенсію. Однак на прохання керівників Демократичної партії штату повернувся в політику під час передвиборчої кампанії 2002 року в зв'язку з вибуттям з передвиборчої боротьби кандидата на пост сенатора від Нью-Джерсі Роберта Торрічеллі, проти якого були висунуті звинувачення в корупції. У нинішньому складі Сенату Лаутенберг був не тільки найстарішим, але і єдиним сенатором, який повернувся у своє крісло після того, як покинув його.
Френк Лаутенберг був відомий своїми ліберальними поглядами, а також своєю критикою співпраці уряду США з компанією Halliburton.
У 1989 році сенатор Френк Лаутенберг після виступів Бориса Перчаткіна у Конгресі США вніс законопроєкт, який пізніше був названий «Поправкою Лаутенберга». Цей законопроєкт був запропонований для того, щоб полегшити імміграцію багатьох біженців в США. «Поправка Лаутенберга» була підписана президентом Бушем у листопаді 1989 року і стала, таким чином, законом. Цей закон змінив ставлення імміграційних служб до деяких категорій біженців, зокрема, до осіб, яких переслідують за їхні релігійні, політичні погляди, за їх етнічну приналежність. Закон допоміг емігрувати до США близько 1 млн осіб із країн колишнього Радянського Союзу.